# 舊費加登 (加利福尼亞州)
舊費加登（英語：Old Fig Garden）是位於美國加利福尼亞州弗雷斯諾縣的一個人口普查指定地區。

## 地理
舊費加登的座標為36°47′54″N 119°48′16″W / 36.79833°N 119.80444°W，而該地最高點為海拔高度95米（即312英尺）。

## 人口
根據2010年美國人口普查的數據，舊費加登的面積為4.279平方千米，當中陸地面積為4.279平方千米，而水域面積為0.000平方千米。當地共有人口5365人，而人口密度為每平方千米1,253人。